# Lawrenceburg (Tennessee)
Lawrenceburg es una ciudad ubicada en el condado de Lawrence en el estado estadounidense de Tennessee. En el Censo de 2010 tenía una población de 10.428 habitantes y una densidad poblacional de 317,86 personas por km².

## Geografía
Lawrenceburg se encuentra ubicada en las coordenadas 35°14′58″N 87°19′55″O / 35.24944, -87.33194. Según la Oficina del Censo de los Estados Unidos, Lawrenceburg tiene una superficie total de 32.81 km², de la cual 32.81 km² corresponden a tierra firme y (0%) 0 km² es agua.

## Demografía
Según el censo de 2010, había 10.428 personas residiendo en Lawrenceburg. La densidad de población era de 317,86 hab./km². De los 10.428 habitantes, Lawrenceburg estaba compuesto por el 0.09% blancos, el 4.48% eran afroamericanos, el 0.46% eran amerindios, el 0.53% eran asiáticos, el 0% eran isleños del Pacífico, el 1.03% eran de otras razas y el 2.66% pertenecían a dos o más razas. Del total de la población el 3.09% eran hispanos o latinos de cualquier raza.